# Чаудхари, Гурмит
Гурмит Чаудхари (англ. Gurmeet Choudhary, род. 22 февраля 1984, Чандигарх, Индия) — индийский актёр и модель.

## Биография
Родился на севере Индии в городе Чандигарх в семье военного из бихарцев — индоарийской этнической группы народов, проживающей в штате Бихар. Из-за работы отца семья там не жила, часто переезжала с места на место, а Гурмита постоянно переводили из школы в школу. Но ему нравилось путешествовать по стране, бывать в новых местах.
Уже в детстве Гурмит мечтал стать «героем» и стал танцевать в школьных театральных постановках. Поскольку по большей части он вырос в городе Джабалпур (штат Мадхья-Прадеш), то когда ему исполнилось 18 лет Гурмит поступил на работу в местный театр. Он также участвовал в конкурсе «Мистер Индия» и получил в нём звание «Мистер Джабалпур».
Потом Гурмит приехал в Мумбаи, где поступил в школу танца известного индийского хореографа Шиамака Давара (так называемый «Shiamak Davar’s dance institute»), который обучает молодежь современным танцам и тесно сотрудничает с индийской телеиндустрией. После этого Гурмит с несколькими своими друзьями снял небольшую квартиру в Мумбаи и попытался найти своё место в телеиндустрии. Работал моделью, снимался в клипах.
В 2004 году Гурмит принял участие в кастинге актёров на конкурс, объявленный Болливудом. На прослушивании он познакомился с участницей из Калькутты, Дебиной Боннерджи. На ней он и женился несколько лет спустя (15 февраля 2011 года). Тогда же, в 2004 году, оба прошли отборочный этап, а потом — вместе снялись в сериале «Mayavi» (3-D сериал) на тамильском языке. Сериал представлял собой смесь научной фантастики и шпионского триллера и с успехом прошел на юге страны. В 2007 году сериал даже получил награду «Seoul Drama Award».
В последовавшем за этим сериале «Рамаяна» (2008) оба сыграли главные роли — мужа (бога Рама) и его жены (Ситы). С этого времени Гурмит стал по-настоящему знаменит и постепенно вошел в десятку лучших телевизионных актеров. Последующие сериалы только увеличили его популярность: в 2011 году, благодаря успеху телесериала «Geet — Hui Sabse Parayi», где он сыграл жесткого бизнесмена, Гурмит стал одним из самых популярных актёров в индийской телеиндустрии и снялся для обложки гламурного журнала «Zing». В 2012—2013 годах он успешно снимался в телесериале «Вторая свадьба»: роль молодого многодетного отца принесла ему несколько телевизионных наград.
Гурмит ведёт общий с женой блог в Интернет и часто участвует в различных реалити-шоу, конкурсах, танцевальных номерах на официальных церемониях награждения в телеиндустрии. В 2009 году он вместе c невестой участвовал в семейном реалити-шоу «Pati Patni Aur Woh» на телеканале NDTV. В 2012 году, после победы в танцевальном реалити-шоу «Jhalak Dikhhla Jaa 5» / «Танцы со звездами-5», Гурмит Чаудхари сделал своим приоритетным направлением в карьере съемки в болливудских фильмах. Он занял 22-е место в списке самых сексуальных азиатских мужчин мира 2012 года.

## Награды
| Год  | Награда                                        | Номинация                              | Название проекта                                                    | Роль                                         |
| ---- | ---------------------------------------------- | -------------------------------------- | ------------------------------------------------------------------- | -------------------------------------------- |
| 2008 | New Talent Awards                              | «Лучший дебют» (мужской)               | Ramayan / Рамаяна (сериал)                                          | Господь Рам                                  |
| 2011 | Zee Gold Awards                                | «Самая знаменитая пара на телевидении» | Geet — Hui Sabse Parayi / Музыка которая никому неизвестна (сериал) | Маан Сингх Курана (сам) & Гит (Драшти Дхами) |
| 2012 | Zee Gold Awards (The 5th Boroplus Gold Awards) | «Самая знаменитая пара на телевидении» | Вторая свадьба (сериал)                                             | Гурмит Чаудхари & Кратика Сенгар             |
| 2012 | Zee семейные ценности / Zee Rishtey Awards     | «Популярное лицо» (мужское)            | Вторая свадьба (сериал)                                             | Гурмит Чаудхари                              |

## Фильмография
| Год        |   | Русское название                   | Оригинальное название   | Роль                     |
| ---------- | - | ---------------------------------- | ----------------------- | ------------------------ |
| 2005       | ф | Кто-то, как ты                     | Koi Aap Sa              | Студент колледжа         |
| 2006       | с |                                    | Mayavi                  | Злодей                   |
| 2008—2009  | с |                                    | Ramayan                 | Господь Рам              |
| 2010       | с |                                    | Bandini                 | специальное выступление  |
| 2010—2011  | с | Музыка, которая никому не известна | Geet — Hui Sabse Parayi | Маан Сингх Курана        |
| 2011       | ф | Колесо Фортуны                     | Cycle Kick              | эпизодическая роль       |
| 2012 —2013 | с | Вторая свадьба                     | Punar Vivah             | Яш Сурадж Пратап Синдхия |
| 2013       | ф |                                    | Yaar Mera Rab Warga     | Мандип                   |
| 2015       | ф | Звуки тишины                       | Khamoshiyan             | Джайдев                  |

## Интересные факты
У Гурмита есть старший брат и родные надеялись, что они оба станут актерами, поэтому дали им прозвища «Шаши Капур» (Гурмиту) и «Радж Капур» (его брату). Однако брат Гурмита стал врачом. Отца Гурмита зовут Сита Рам, в сериале «Рамаяна» (2008) Гурмит сыграл роль Рама, а его будущая жена — роль Ситы. По религиозным взглядам Гурмит индус. Любимый цвет — синий. Любимые занятия — чтение, изучение боевых искусств и коллекционирование очков. Любимый герой — Брюс Ли.
Во время съёмок телесериала «Geet — Hui Sabse Parayi» Гурмит Чаудхари стал неофициальным постановщиком трюков.
За свою победу в танцевальном шоу «Jhalak Dikhhla Jaa 5» / «Танцы со звездами-5» Гурмит Чаудхари получил не только звание победителя, но и 40 лакхов рупий в качестве приза за первое место. Его жена также умеет танцевать: Дебина является танцовщицей катхака и её танцевальные номера можно увидеть в телевизионных шоу и сериалах, а также в региональных индийских фильмах. На съёмках пенджабского фильма «Yaar Mera Rab Warga» (2013) Гурмит и Дебина станцевали вместе.